# Nimkish
Nimkish (Nimpkish; Danas se nazivaju imenom ‘Namgis), pleme amerićkih Indijanaca s Alert Baya i s i blizu rijeke Nimkish na kanadskom otoku Vancouver u provinciji Britanska Kolumbija. Nimkish Indijanci služe se Kwakiutl-dijalektom, jezikom porodice Wakashan. Glavno naselje im je Alert Bay (Yalis) na otoku Cormorant. 
Danas žive na rezervatima Alert Bay 1, Alert Bay 1a, Ar-Ce-Wy-Ee 4, Ches-La-Kee 3, Ksui-La-Das 6, Kuldekduma 7, Nimpkish 2 i O-Tsaw-Las 5.

## Vanjeske poveznice
- Kwakiutl Indian Tribe History
- Namgis First Nation  Arhivirana inačica izvorne stranice od 10. siječnja 2015. (Wayback Machine)
- Namgis First Nation
- Namgis History  Arhivirana inačica izvorne stranice od 18. prosinca 2014. (Wayback Machine)